# 阿列克谢·波利瓦诺夫

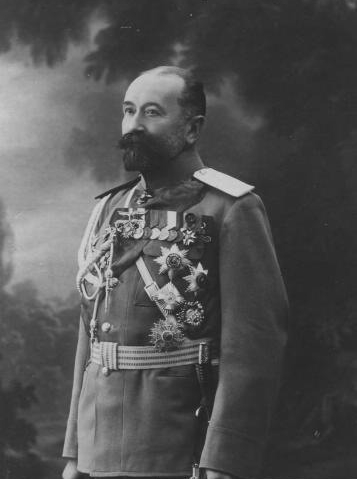
阿列克谢·波利瓦诺夫

阿列克谢·波利瓦诺夫（俄语：Алексей Андреевич Поливанов，1855年3月16日—1920年9月25日）俄罗斯军事人物，步兵上将（1915年）。1915年6月至1916年3月任俄罗斯帝国战争大臣。十月革命后加入苏俄红军，参与《里加和约》的谈判，期间死于斑疹伤寒。